# Delbert Mann
Delbert Martin Mann, Jr. (Lawrence, Kansas, 1920. január 30. – Los Angeles, 2007. november 11.) Oscar-díjas amerikai filmrendező.

## Élete
Marty című filmjéért Arany Pálmát nyert Cannes-ban. Ez volt az első olyan győztes film, amely televízió-adaptációból készült. Mann ugyanis korábban sokat dolgozott televíziós rendezőként is, a Marty mellett a Legénybúcsú televíziós rendezője is ő volt.
A Marty négy Oscar-díjat is nyert 1955-ben, köztük a legjobb rendezőnek járó díjat is.
Halálát tüdőgyulladás okozta.

## Filmográfia

### Film
| Év   | Magyar cím             | Eredeti cím                       | Megjegyzések                                           |
| ---- | ---------------------- | --------------------------------- | ------------------------------------------------------ |
| 1955 | Marty                  | Marty                             | díj – Oscar-díj a legjobb rendezőnek díj – Arany Pálma |
| 1957 |                        | The Bachelor Party                | jelölés – Arany Pálma                                  |
| 1958 | Vágy a szilfák alatt   | Desire Under the Elms             | jelölés – Arany Pálma                                  |
| 1958 | Külön asztalok         | Separate Tables                   | jelölés – Golden Globe-díj a legjobb rendezőnek        |
| 1959 | Az utolsó szerelem     | Middle of the Night               | jelölés – Arany Pálma                                  |
| 1960 |                        | The Dark at the Top of the Stairs |                                                        |
| 1961 | Jer vissza, szerelmem! | Lover Come Back                   |                                                        |
| 1961 | The Outsider           |                                   |                                                        |
| 1962 | Egy kis ravaszság      | That Touch of Mink                |                                                        |
| 1963 | Sasok gyülekezete      | A Gathering of Eagles             |                                                        |
| 1964 |                        | Dear Heart                        |                                                        |
| 1964 |                        | Quick, Before It Melts            | filmproducer                                           |
| 1966 |                        | Mister Buddwing                   | filmproducer                                           |
| 1967 |                        | Fitzwilly                         |                                                        |
| 1968 |                        | The Pink Jungle                   |                                                        |
| 1971 | Emberrablók            | Kidnapped                         |                                                        |
| 1976 |                        | Birch Interval                    |                                                        |
| 1982 | Éjszakai átkelés       | Night Crossing                    |                                                        |

### Televízió
| Év        | Magyar cím                     | Eredeti cím                                | Megjegyzések                                                                                                   |
| --------- | ------------------------------ | ------------------------------------------ | --- |
| 1949–1955 |                                | The Philco Television Playhouse            | 76 epizód |
| 1951–1955 |                                | Goodyear Television Playhouse              | 37 epizód |
| 1968      |                                | Heidi                                      | tévéfilm |
| 1969      |                                | David Copperfield                          | tévéfilm |
| 1970      |                                | Jane Eyre                                  | tévéfilm |
| 1972      | Hová fussak?                   | No Place to Run                            | tévéfilm |
| 1973      |                                | The Man Without a Country                  | tévéfilm |
| 1978      |                                | Breaking Up                                | - tévéfilm - jelölés – Primetime Emmy-díj a legjobb rendezőnek - (minisorozat, antológiasorozat vagy tévéfilm) |
| 1979      | Nyugaton a helyzet változatlan | All Quiet on the Western Front             | - tévéfilm - jelölés – Primetime Emmy-díj a legjobb rendezőnek - (minisorozat, antológiasorozat vagy tévéfilm) |
| 1983      |                                | The Gift of Love: A Christmas Story        | tévéfilm |
| 1984      | A szeretet mindenek előtt      | Love Leads The Way                         | tévéfilm |
| 1986      | Patton utolsó napjai           | The Last Days of Patton                    | tévéfilm |
| 1988      | Áprilisi reggel                | April Morning                              | tévéfilm |
| 1992      |                                | Against Her Will: An Incident in Baltimore | tévéfilm |
| 1994      | Kisvárosi incidens             | Incident in a Small Town                   | tévéfilm |
| 1994      | Lily karácsonya                | Lily in Winter                             | tévéfilm |